# Cavigliano
Cavigliano est une localité et une ancienne commune suisse du canton du Tessin, située dans le district de Locarno et la commune de Terre di Pedemonte.

## Histoire

Photo aérienne (1953)

Après un premier projet refusé en 2002, les communes de Cavigliano, Tegna et Verscio acceptent leur fusion en 2012 pour former la nouvelle commune de Terre di Pedemonte. La fusion est effective depuis le 14 avril 2013.